# (9205) Eddywally
(9205) Eddywally (1994 PO9) – planetoida z grupy pasa głównego asteroid okrążająca Słońce w ciągu 5,62 lat w średniej odległości 3,16 j.a. Odkryta 10 sierpnia 1994 roku.